# Sylvester Stadler

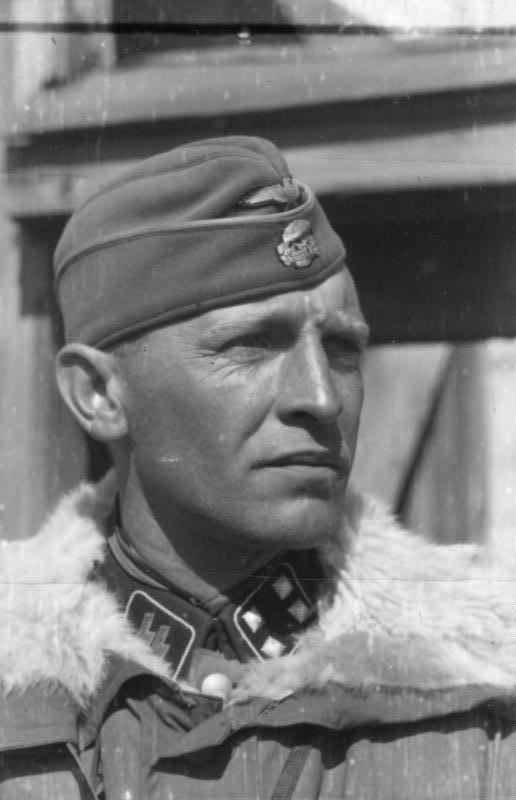
Sylvester Stadler (1943)

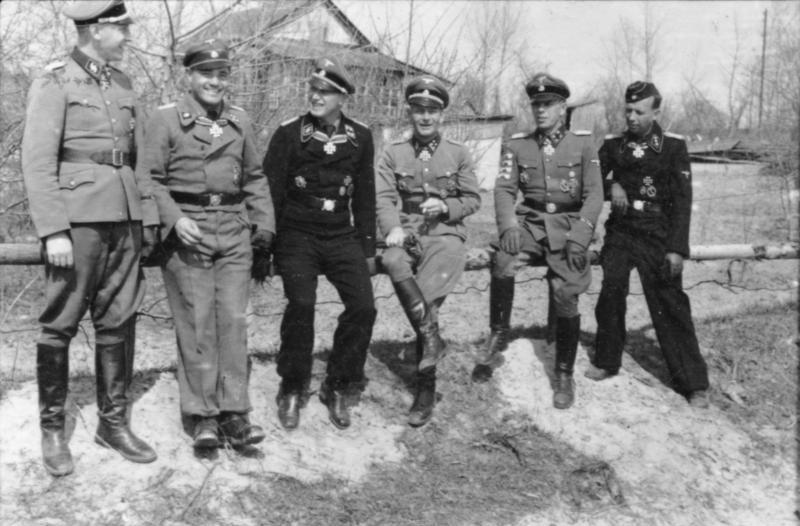
Von links: Sylvester Stadler, Hans Weiß, Christian Tychsen, Otto Kumm, Vinzenz Kaiser und Karl-Heinz Worthmann in der Sowjetunion (April 1943); Aufnahme einer SS-Propagandakompanie

Sylvester Stadler (* 30. Dezember 1910 in Fohnsdorf, Österreich-Ungarn; † 23. August 1995 in Königsbrunn) war ein österreichischer Nationalsozialist und Kommandeur der 9. SS-Panzer-Division „Hohenstaufen“ der Waffen-SS sowie zuvor Befehlshaber jenes SS-Regiments, dessen 3. Kompanie für das Massaker von Oradour-sur-Glane verantwortlich ist. Bei Kriegsende erst 34 Jahre alt, trug er den Rang eines SS-Brigadeführers und Generalmajors der Waffen-SS.

## Leben

### Herkunft
Der Sohn eines steirischen Bergmanns erlernte nach Volks- und Landesbürgerschule in Judenburg den Beruf eines Elektrotechnikers.

### Laufbahn in der SS

#### Eintritt in die SS
Zum 2. Mai 1933 trat er der SS bei (SS-Nummer 139.495). Da er im SS-Lager Lechfeld eine militärische Ausbildung absolviert hatte, wurde er im Zuge einer Anklage wegen Hochverrats aus der Republik Österreich ausgebürgert. Am 31. Juli 1933 setzte er sich nach Deutschland ab, wo er sich einige Monate später als Freiwilliger zur SS-Verfügungstruppe meldete. Nach Abschluss der Junkerschule in Bad Tölz (von April 1935 bis März 1936) wurde er zum SS-Untersturmführer befördert. Am 10. Juni 1937 beantragte er die Aufnahme in die NSDAP und wurde rückwirkend zum 1. Mai aufgenommen (Mitgliedsnummer 4.159.018).

#### Zweiter Weltkrieg
Nach Beginn des Zweiten Weltkrieges führte er eine Nachrichtenkompanie der SS-Verfügungstruppe. Anschließend kämpfte er 1940 mit der SS-Verfügungsdivision in Frankreich, wo er bei Arras verwundet wurde. Er nahm 1941 auch am Balkanfeldzug teil. Nach einer weiteren Verwundung in der Schlacht um Moskau im Jahre 1941, wurde er für kurze Zeit als Taktiklehrer an der SS-Junkerschule in Braunschweig eingesetzt.
Ab 1. März 1942 kommandierte er das II. Bataillon des zur SS-Division „Reich“ (mot.) gehörenden Panzergrenadier-Regiments „Der Führer“. Im Mai 1943 wurde er zum Kommandeur des gesamten Regiments „Der Führer“ ernannt, mit dem er in Russland kämpfte. Für das Zurückschlagen eines Einbruchs der Roten Armee bei Charkow wurde ihm am 6. April 1943 das Ritterkreuz des Eisernen Kreuzes verliehen.
Zur Auffrischung wurde das in Russland stark dezimierte Regiment „Der Führer“ Anfang 1944 – ebenso wie die übrige 2. SS-Panzer-Division „Das Reich“ – nach Frankreich in den Raum Toulouse verlegt. Zur Bekämpfung der alliierten Landungstruppen in der Normandie wurde die Division nach Norden beordert. Am 10. Juni 1944 brannten Angehörige des Regiments „Der Führer“ den Ort Oradour-sur-Glane nieder und ermordeten 642 Männer, Frauen, Greise, Kinder und Babys. Verantwortlich waren Soldaten der 3. Kompanie des 1. Bataillons unter dem Bataillonskommandeur SS-Sturmbannführer Adolf Diekmann. Stadler legte dagegen Einspruch ein und strebte kriegsgerichtliche Ermittlungen gegen Diekmann an. Dieser fiel jedoch kurz nach dem Massaker in den Kämpfen nach der alliierten Landung in der Normandie.
Stadler bereitete sich damals auf die Übernahme eines neuen Kommandos vor, sodass er am 14. Juni 1944 das Kommando über das Regiment „Der Führer“ an Otto Weidinger abgab. Ab dem 10. Juli 1944 war Stadler dann Kommandeur der 9. SS-Panzer-Division „Hohenstaufen“. Mit dieser Einheit nahm er an den Kämpfen in der Normandie teil (siehe Schlacht um Caen). Später wurde er erneut verwundet.
Anfang Mai 1945 ergab er sich in Steyr (Österreich) mit den Resten seiner Division den Amerikanern und verblieb bis 1948 in amerikanischer Internierung.

## Stellungnahmen zum Massaker von Oradour-sur-Glane
Zur Rechtfertigung der Handlungsweise seines ehemaligen Regiments in Oradour-sur-Glane erklärte Stadler nach dem Krieg bei seiner Vernehmung vor einem Staatsanwalt bezüglich des Kriegsverbrechens in Oradour, er habe am Morgen des 10. Juni 1944 über Informationen verfügt, wonach sich in Oradour ein Partisanenstab befand und für den Nachmittag die öffentliche Verbrennung des entführten Sturmbannführers Helmut Kämpfe geplant gewesen sei.
Weiter behauptete Stadler, am Morgen des 9. Juni seinen Ordonnanzoffizier Gerlach beauftragt zu haben, für Teile des Regiments in Nieul ein Quartier zu suchen. Dieser sei dann aber während der Fahrt dorthin von Partisanen überfallen worden und in den Ort Oradour-sur-Glane verbracht worden, wo er eine rege Partisanentätigkeit wahrgenommen und sogar bewaffnete Frauen gesehen habe. Gerlachs Fahrer sei von den Partisanen getötet worden, weshalb Gerlach dann selbst die Flucht gelungen sei und er Stadler davon habe Bericht erstatten können.
Die späteren Zeugenaussagen der Überlebenden des Massakers von Oradour und insbesondere der Angeklagten selbst bei den Prozessen in Bordeaux 1953 und in Berlin widerlegten Stadlers Aussagen bald eindeutig.